# Oswulf
Oswulf fou rei de Northúmbria del 758 al 759. Succeí al seu pare Eadberht, que havia abdicat i es reclogué al monestir de York. L'oncle d'Oswulf era Ecgbert, arquebisbe de York. Malgrat el regnat llarg del seu pare i el seu poderós oncle, Oswulf no es mantingué gaire temps al tron. Fou assassinat abans de completar el seu primer any de regnat, per membres de la seva casa, pels seus criats o guardaespatlles, a Market Weighton, el 24 de juliol del 759. La mort d'Oswine, germà d'Oswulf, és registrada a "Eldunum a prop de Mailros" l'agost del 761, durant una batalla contra Æthelwald Moll, que hi havia ocupat el tron després de la mort d'Oswulf.